# Bassogigas
Bassogigas es un género de peces marinos actinopeterigios, distribuidos por todo el océano Pacífico y el océano Índico, así como por la costa oeste del océano Atlántico.

## Especies
Existen solamente dos especies reconocidas en este género:
- Bassogigas gillii Goode y Bean, 1896
- Bassogigas walkeri Nielsen y Møller, 2011